# Ophrys fuciflora lacaitae
L'ofride di Lacaita (Ophrys fuciflora subsp. lacaitae (Lojac.) Soó, 1973)  è una pianta appartenente alla famiglia delle Orchidacee, diffusa in Sicilia, nell'Italia centro-meridionale e a Malta.
Il suo nome è un omaggio al botanico inglese, di origine italiana, Charles Carmichael Lacaita (1853-1933).

## Descrizione

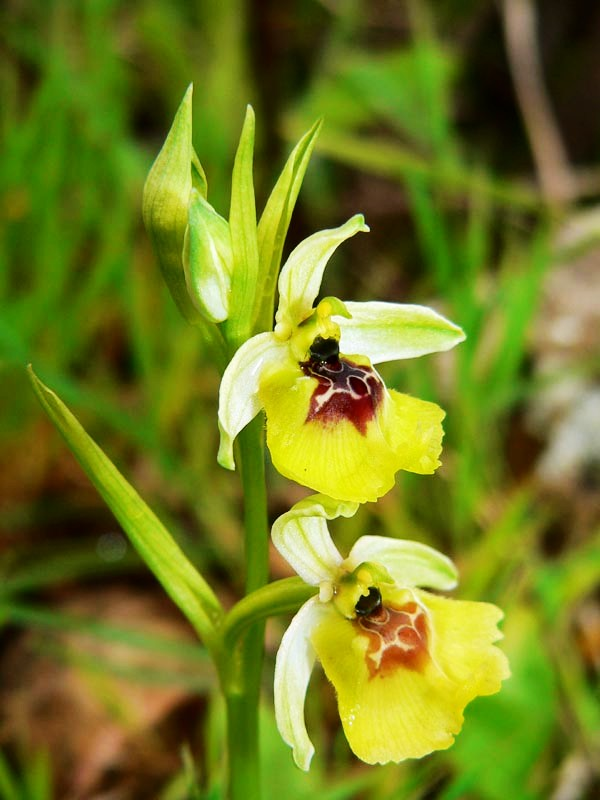

È una pianta erbacea geofita bulbosa alta 15–40 cm.
I fiori sono riuniti in infiorescenze in numero da 4 a 10 e presentano sepali di colore bianco con sfumature verdastre, lievemente ricurvi al indietro. I petali, bianchi, sono corti e stretti con apice ottuso.

Il labello è giallo chiaro di forma trapezoidale, con bordi rialzati e smarginati, pressoché glabro tranne che sulle gibbosità basali, con una macula basale a forma di H, lucida e circondata da una limitata zona brunastra, e una caratteristica appendice rivolta verso l'alto.
Fiorisce da marzo a giugno.

## Biologia
Si riproduce per impollinazione entomofila ad opera dell'imenottero apoideo Eucera eucnemidea (Apidae).

## Distribuzione e habitat
Questa specie fu descritta inizialmente come un endemismo siciliano ma successivamente fu segnalata anche in diverse zone di Puglia, Basilicata, Calabria, Campania, Lazio, Molise e Abruzzo, nonché a Malta e a Cipro. Il limite settentrionale del suo areale è rappresentato da una stazione abruzzese presso Ateleta (AQ).
Cresce su praterie e garighe soleggiate, con predilezione per i terreni calcarei.